# Jamshedji Framji Madan
Jamshedji Framji Madan (1856 – 8 de junio de 1923), profesionalmente conocido como J. F. Madan, fue un magnate del teatro y del cine indio, el cual fue uno de los pioneros de producción de película en India, un temprano exhibitor, distribuidor y productor de películas y juegos. Él acumuló su riqueza en la escena del distrito de Parsi en Bombay en 1890 dónde poseía dos compañías de teatro.  Se mudó a Calcuta en 1902, dónde fundó Elphinstone Bioscope Compañía, y comenzó producir y exhibir películas mudas incluyendo Jyotish Sarkar's Bengal Partition Movement en 1905. Él amplió su imperio considerablemente después de adquirir derechos a las películas de Pathé Frères . Produjo Satyavadi Raja Harishchandra en 1917 y Bilwamangal en 1919. Satyavadi Raja Harishchandra fue el primer largometraje rodado en Calcuta.
Elphinstone combinó a Madan Theatres Limited en 1919 que trajo adaptado muchas más populares de Bengalí a la etapa. Los teatros de Madan eran una fuerza importante en el teatro indio a través de los años 20 y los años 30.

## Primeros años
Nació en una familia Parsi en Bombay.  El padre de Madan sufrió una enorme pérdida monetaria cuando Bombay Reclamation Bank, que era responsable de recuperar tierras entre las siete islas de Bombay, fracasó. JF Madan tuvo que dejar la escuela, y él ensambló el Elphinstone Dramatic Club como un muchacho del apoyo en 1868. En 1875, este club aficionado se convirtió en una compañía de teatro profesional que escenificaba espectáculos por todas partes de India.

## Empresario
En 1882, Madan salió de la compañía de teatro y tuvo un escaso periodo de éxito en los negocios en Karachi. Se trasladó a Calcuta en 1883. Su éxito en un negocio de suministrar mercancías a los cantones del ejército le permitió comprar la sala Corinthian, donde se representaban los espectáculos de teatro. Además, se hizo cargo de la Compañía de Teatro Elphinstone, donde comenzó su carrera, de Cooverji Nazir, uno de los fundadores del teatro. La sala Corinthian se convirtió en Teatro Corinthian, y se hizo muy popular para los espectáculos de Teatro de Parsi, que estaba llenos de grandeza y tenían mujeres actrices, una rareza en aquellos días.
En 1902,él comenzó las demostraciones del bioscope en una tienda en Maidan, Calcutta junto con demostraciones similares en el teatro de Corinthian.Los equipos utilizados fueron adquiridos de Pathé Frères de París. La mayoría de las películas mostradas en aquellos espectáculos eran de Pathé Producciones. Estos espectáculos de giroscopio se organizaron bajo la bandera Elphinstone Bioscope Compañía. Elphinstone Bioscope produjo una serie de cortometrajes. Él también comenzó las demostraciones de la película en el Teatro Alfred, que él compró en el mismo año.
En 1907,  estableció Elphinstone Picture Palace (actualmente conocido como Chaplin Cinema), el cual fue la primera casa de espectáculos permanente en Calcuta. Él también abrió Madan Theatre y el Palace of Varieties   (ahora conocidos como Elite Cinema).
Durante la Primera Guerra Mundial,  ayudó como proveedor del Cuerpo de Suministros y Transportes del Ejército Británico de la India en Lucknow. Fue nombrado Oficial de la Orden del Imperio Británico en los 1918 Honores de Cumpleaños por su apoyo, y fue investido como Comandante de la Orden en 1923.
Después de la guerra, su negocio empezó crecer rápidamente. En 1919, su negocio de producción cinematográfica se convirtió en una sociedad anónima con el nombre de Madan Theaters Limited. Los teatros de Madan y sus asociados tenían gran control sobre las casas del teatro en la India durante ese periodo. En 1919, Madan produjo el primer largometraje Bengalí, Bilwamangal. Se proyectó por primera vez en el teatro Cornwallis (ahora conocido como el Cine Sree ).
El Teatro Eléctrico (ahora conocido como Cine Regio), Grand Opera House (actualmente conocido como Globe Cinema) y Crown Cinema (ahora conocido como Uttara Cinema) eran propiedad de Madan Theaters.

## Estrategias para éxito
Sus películas fueron marcadas por un alto grado de sofisticación técnica, facilitada por su empleo de experimentados de directores extranjeros como Eugenio de Liguoro, Camille Le Grand y Georgio Mannini. Tal experiencia fue complementada por grandes conjuntos y argumentos mitológicos populares que garantizaron buenos retornos. Muchas de estas películas eran versiones de formas teatrales populares anteriores. Liguoro dirigió Nala Damayanti (1920) y Dhruva Charitra (1921), Le Grand dirigió Ratnavali (1922), y Mannini dirigió Savitri Satyavan (1923). Patience Cooper, fue una de las primeras estrellas del cine indio, actuó en muchas de las películas producidas por Madan Theaters.
Madan también tomó la iniciativa en la obtención de los derechos de la película para las obras incondicionales de la literatura bengalí como Bankim Chandra Chatterjee y Rabindranath Tagore. Madan Theaters produjo películas como Bishabriksha (1922 y 1928), Durgesh Nandini (1927) y Radharani (1930) basado en las obras de Bankim Chandra. Giribala (1929) se basó en la obra de Tagore.

## Legado
Madan y sus familiares se encontraban involucrados en una variedad de negocios, incluyendo importaciones de licores, alimentos, productos farmacéuticos, bienes raíces, seguros, etc. Pero entre todos estos, el Teatro Madan fue el más conocido y más bien establecido. Se extendió porBirmania y Ceilán, que formaban parte de la India británica.

J. J. Madan, tercer hijo de J. F. Madan, se convirtió en director gerente de Madan Theaters después de la muerte de este último en 1923. Teatros Madan alcanzó un pico a finales de 1920 cuando tenía 127 teatros y controlaba la mitad de la taquilla del país. Los teatros de Madan produjeron una serie de películas populares y de la señal hasta 1937.
El actor Indio- americano Erick Avari es un bisnieto de J. J. Madan.